# Lucjan Stępień
Lucjan Stępień (ur. 15 grudnia 1920 w Sosnowcu, zm. 8 czerwca 2008) – polski rzemieślnik, mechanik i polityk, poseł na Sejm PRL IX kadencji.

## Życiorys
Od 1946 prowadził własny zakład rzemieślniczy. W 1966 uzyskał tytuł zawodowy magistra inżyniera mechaniki w Akademii Górniczo-Hutniczej w Krakowie. Przez szereg lat wykonywał mandat radnego Miejskiej Rady Narodowej w Sosnowcu oraz Wojewódzkiej Rady Narodowej w Katowicach. W 1985 uzyskał mandat posła na Sejm PRL IX kadencji z okręgu Sosnowiec z ramienia Stronnictwa Demokratycznego (w strukturach tej partii był członkiem Centralnego Komitetu oraz zastępcą przewodniczącego Wojewódzkiego Komitetu w Katowicach). Zasiadał w Komisji Rynku Wewnętrznego i Usług, Komisji Spraw Samorządowych (zastępca przewodniczącego), Komisji Nadzwyczajnej do rozpatrzenia projektów ustaw związanych z realizacją drugiego etapu reformy gospodarczej oraz w Komisji Nadzwyczajnej do rozpatrzenia projektu ustawy o zmianie Konstytucji Polskiej Rzeczypospolitej Ludowej.
Do 1989 był Starszym Cechu w Cechu w Sosnowcu (w 1989 został Honorowym Starszym Cechu). Odznaczony Krzyżem Komandorskim i Kawalerskim Orderu Odrodzenia Polski. Pochowany na cmentarzu w Sosnowcu.